# Adeliza de Lovaina
Adeliza de Lovaina, também conhecida como Adelícia ou Adela (Lovaina, 1103  — Abadia de Affligem, 23 de abril de 1151) foi Rainha Consorte da Inglaterra e segunda esposa do rei Henrique I. Era filha de Godofredo I de Brabante, conde de Brabante, Lovaina e de Bruxelas e duque da Baixa Lotaríngia.

## Biografia
Adeliza se casou com o rei Henrique I em 2 de fevereiro de 1121, enquanto tinha entre quinze e dezoito anos e Henrique cinquenta e três anos de idade.
Acredita que a única razão de o rei ter se casado novamente era seu desejo de ter um herdeiro legítimo já que o seu único herdeiro Guilherme Adelin morreu no Naufrágio do White Ship.
Adeliza era reputadamente muito bonita e o seu pai o duque da Baixa Lotaríngia. Estes foram motivos pelo qual ela foi escolhida para esposa do rei. Porém, durante os quase quinze anos de casamento ela não deu nenhum herdeiro ao rei Henrique. Como rainha ela pouco participou da vida pública do reino.
Com a morte do rei em 1 de dezembro de 1135, ela se retirou para o mosteiro de Wilton onde ficaria por pouco tempo. Como era ainda jovem ela saiu do luto em 1139 e se casou com Guilherme d'Aubigny, Lorde de Arundel. 
Adeliza passou seu último ano de vida na Abadia de Affligem e foi sepultada na capela ao lado de seu pai Godofredo I de Brabante, portanto durante a Revolução Francesa seu túmulo foi demolido e seus ossos foram depositados na reconstruída abadia de Affligem.